# Ministerie van Regionale Ontwikkeling (Suriname)
Het ministerie van Regionale Ontwikkeling is een ministerie aan de Van Roseveltkade 2 in Paramaribo, Suriname. Van 2020 tot 2025 was het directoraat Sport aan dit ministerie gevoegd.
Het werd eind 1969 opgericht bij de vorming van het kabinet-Sedney. Het heette toen het ministerie voor Districtsbestuur en Decentralisatie. Het kreeg taken die daarvoor werden uitgevoerd door de ministeries van Binnenlandse Zaken en Openbare Werken. Daarna werden de taken weer bij het ministerie van Binnenlandse Zaken gevoegd. In 1988 werd het  onder de naam Ministerie voor Regionale Ontwikkeling opnieuw een zelfstandig ministerie.
Het ministerie heeft de volgende vier directoraten: Regionale Ontwikkeling, Agrarische Ontwikkeling Binnenland, Duurzame Ontwikkeling Inheemsen en Duurzame Ontwikkeling Afro-Surinamers Binnenland. Verder heeft het nog twaalf onderdirectoraten. Het Suricorps was in 2014 een initiatief van het ministerie.
Het pand werd in november 2024 zodanig beschadigd door rukwinden, dat het ministerie het gebouw moest verlaten. Negentig procent van de apparatuur raakte beschadigd door waterschade.